# Voetbal op de Olympische Zomerspelen 1906
Voetbal is een van de sporten die beoefend werden tijdens de Olympische Zomerspelen 1906 in Athene.
Het ging hier om een demonstratietoernooi, er werden geen medailles uitgereikt. Deze zogenaamde Tussenspelen worden tegenwoordig niet meer erkend door het Internationaal Olympisch Comité (IOC), evenals de behaalde medailles en olympische records.
Aan het toernooi deden vier ploegen mee, namelijk Ethnikos Gymnastikos Syllogos uit Athene, een selectie uit Kopenhagen, Omilos Filomouson (een voorloper van Iraklis FC) uit Saloniki, en een ploeg bestaande uit Fransen, Engelsen en een Armeniër uit Smyrna (het huidige İzmir). (Zowel Saloniki als Smyrna waren destijds steden in het Ottomaanse Rijk met een grote Griekse minderheid).
Teams uit Duitsland, Frankrijk, Nederland, Oostenrijk en het Verenigd Koninkrijk trokken zich terug.

## Heren

### Halve finales

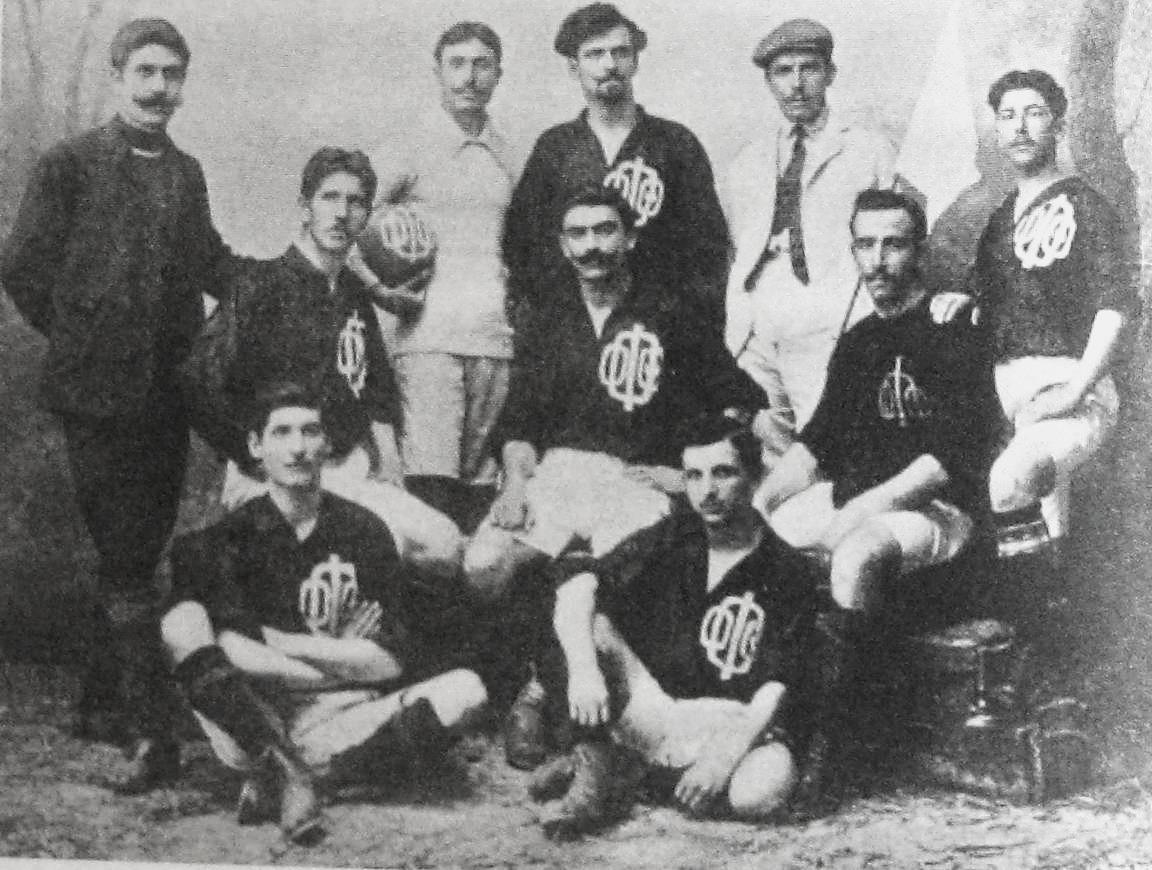
Spelers van Omilos Filomouson op de Olympische Spelen in 1906.

| datum    |  | land                   |       | land                  |
| -------- |  | ---------------------- | ----- | --------------------- |
| 23 april |  | Kopenhagen DEN         | 5 – 1 | Smyrna TUR            |
| 23 april |  | Ethnikos GS Athene GRE | 6 – 0 | Omilos Filomouson TUR |

### Bronzen finale
| datum    |  | land       |       | land                  |
| -------- |  | ---------- | ----- | --------------------- |
| 25 april |  | Smyrna TUR | 3 – 0 | Omilos Filomouson TUR |

### Finale
| datum    |  | land           |       | land                   |
| -------- |  | -------------- | ----- | ---------------------- |
| 24 april |  | Kopenhagen DEN | 9 – 0 | Ethnikos GS Athene GRE |

Ethnikos GS Athene trok zich tijdens de rust bij een stand van 9-0 terug en werd gediskwalificeerd.

### Eindrangschikking
| rang   | ploeg                  |
| ------ | ---------------------- |
| Goud   | Kopenhagen DEN         |
| Zilver | Smyrna TUR             |
| Brons  | Omilos Filomouson TUR  |
| 4      | Ethnikos GS Athene GRE |